# Dorfkirche Trebnitz (Müncheberg)

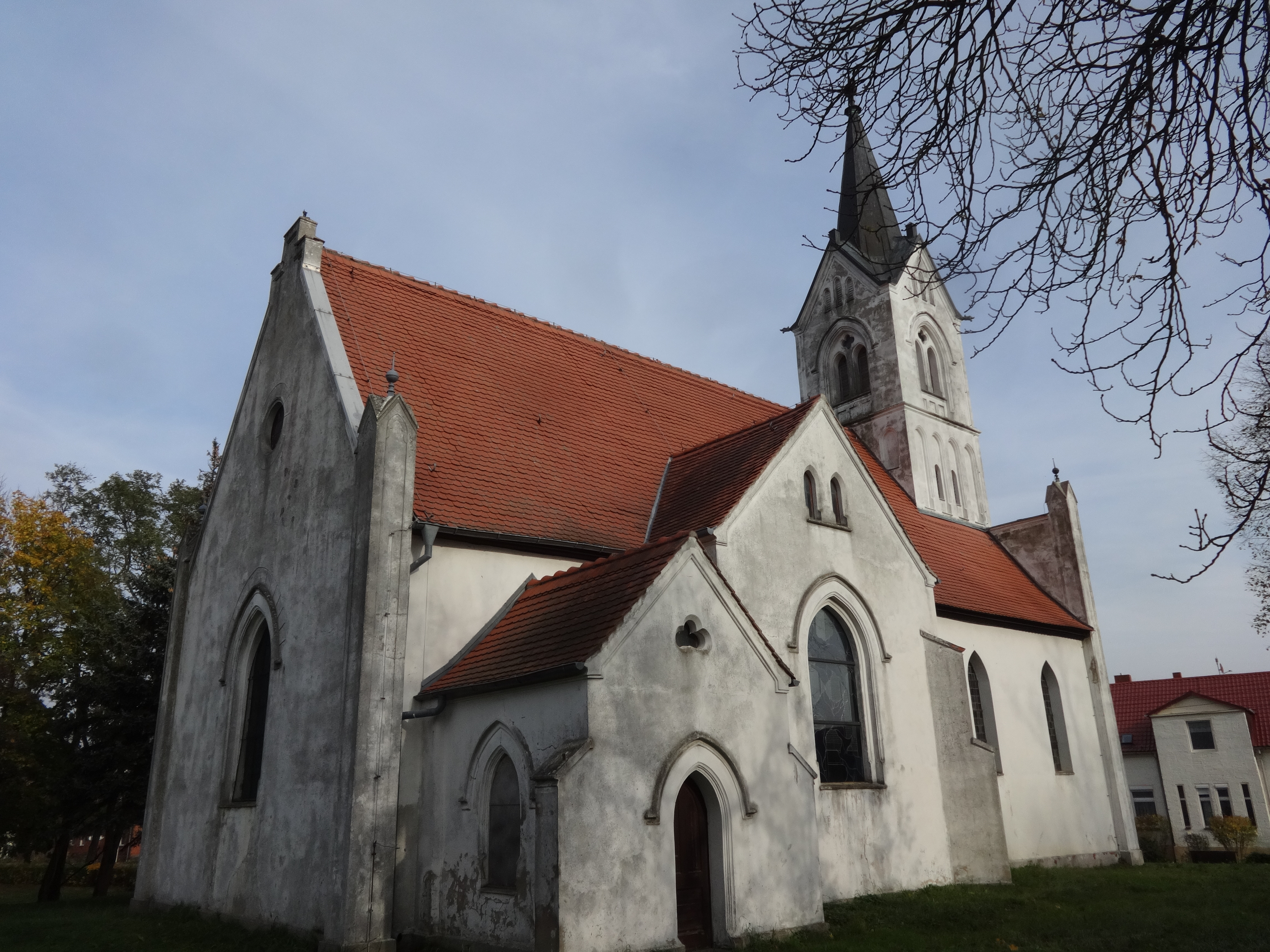
Dorfkirche Trebnitz

Die evangelische Dorfkirche Trebnitz ist eine neogotische Saalkirche in Trebnitz, einem Ortsteil der Stadt Müncheberg im Landkreis Märkisch-Oderland im Land Brandenburg. Die Kirchengemeinde gehört zum Kirchenkreis Oderland-Spree der Evangelischen Kirche Berlin-Brandenburg-schlesische Oberlausitz.

## Lage
Die Trebnitzer Dorfstraße führt von Norden kommend in südlicher Richtung in den Ort. Sie umspannt mit der westlich gelegenen Trebnitzer Hauptstraße den historischen Dorfanger. Auf dieser Fläche steht die Kirche auf einem nicht eingefriedeten Grundstück. Das östlich vorgesetzte Turmportal bildet dabei eine Sichtachse zum Schloss Trebnitz.

## Geschichte
Trebnitz wurde ebenfalls im Zuge des Landesausbaus unter Heinrich des Bärtigen gegründet. Vermutlich errichteten die Zisterziensern aus dem Kloster Leubus zusammen mit den Zisterzienserinnen des Klosters Trebnitz auf dieser Gemarkung einen Sakralbau, der im 21. Jahrhundert jedoch nicht mehr vorhanden ist. Es ist wahrscheinlich, dass der Bau im Jahr 1432 durch die Hussiten zerstört wurde. Der Nachfolgebau wurde im Dreißigjährigen Krieg ebenfalls zerstört. Auf Initiative des kurbrandenburgischen Generalleutnants Joachim Ernst von Görzke erfolgte in den Jahren 1660 bis 1671 der erneute Wiederaufbau. Anfang des 19. Jahrhunderts gelangte der Ort in die Herrschaft derer von Brünneck. Unter der Leitung von Carl Otto von Brünneck erfolgten in den Jahren 1864 und 1865 ein erheblicher Um- und Neubau des Gebäudes. Im Zweiten Weltkrieg wurde das Bauwerk bei Kampfhandlungen erneut erheblich beschädigt; die Kirchenausstattung geraubt. Nach dem Ende des Krieges begann die Kirchengemeinde mit einem Wiederaufbau, der nach der Wende mit einer Sanierung fortgesetzt wurde.

## Baubeschreibung

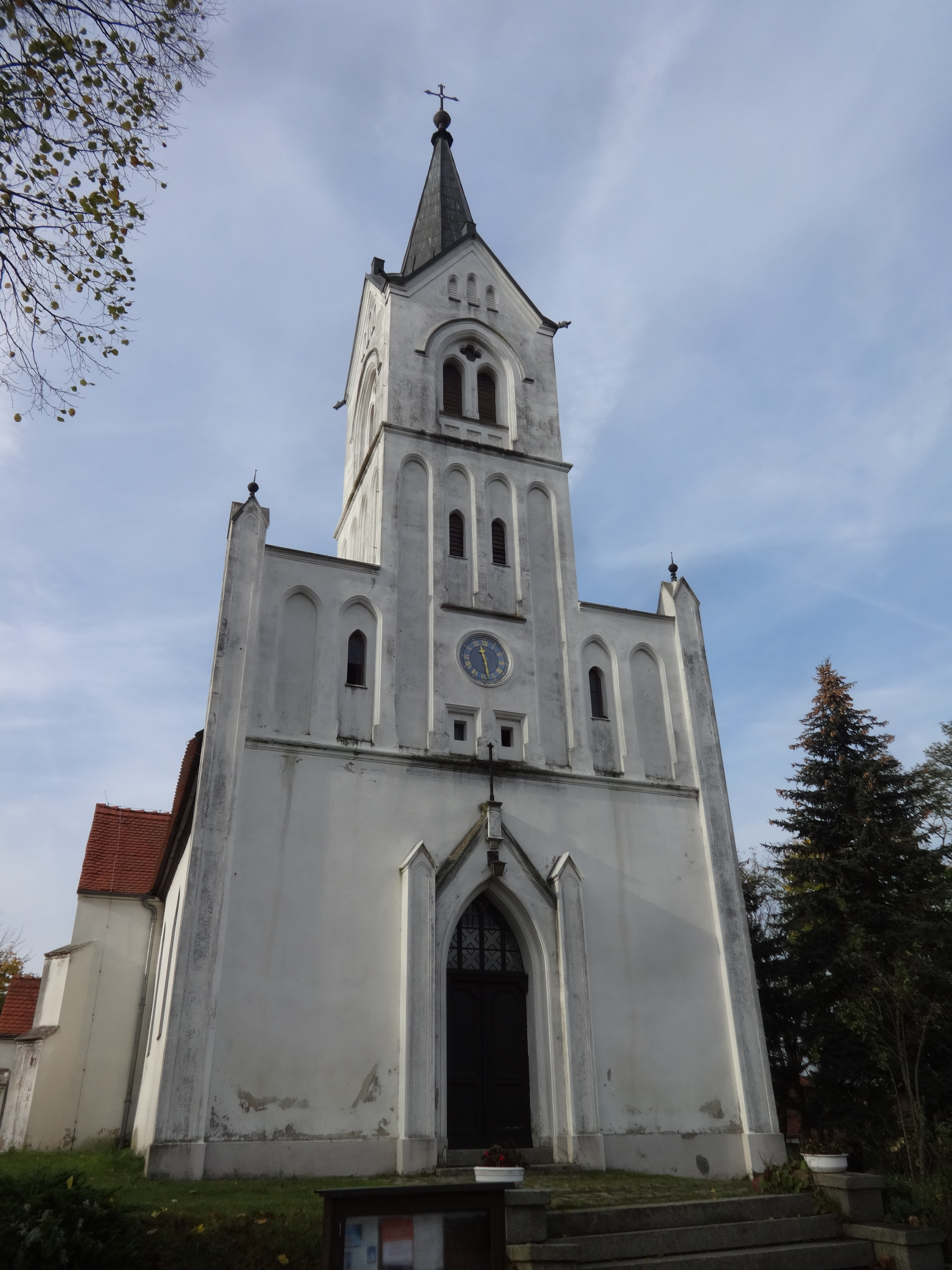
Ansicht von Osten

Das Bauwerk wurde aus Mauersteinen errichtet, die anschließend hell verputzt wurden. Der Chor ist gerade und nicht eingezogen. An der Westseite ist ein mittig angebrachtes, großes und spitzbogenförmiges Fenster. Die Ecken des Bauwerks werden von Lisenen betont, die in Fialen übergehen. Im Giebel ist ein mittig angebrachtes Ochsenauge.
Die südliche Wand des Kirchenschiffs gliedert sich in zwei Bereiche. Im östlichen Bereich sind drei spitzbogenförmige Fenster, die symmetrisch über die Fassade verteilt wurden. Westlich davon ist zunächst ein hoher, im Grundriss rechteckiger Anbau, der von je zwei gestuften Strebepfeilern stabilisiert wird. In diesem Anbau befand sich die Patronatsloge. Ein deutlich größeres, ebenfalls spitzbogenförmiges Fenster lässt von Süden her Licht einfallen. Darüber sind im Giebel zwei kleine, ebenfalls spitzbogenförmige Fenster angeordnet. Der Zugang erfolgt über einen weiteren, westlich gelegenen Anbau, der die Formensprache des Fensters in seiner Pforte aufnimmt. Er ist mit zwei kleinen Strebepfeilern verziert, die nach Westen bzw. Osten zeigen. An der Westwand ist ein weiteres Fenster. Die Anbauten tragen ein schlichtes Satteldach. Die nördliche Wand des Kirchenschiffs ist weitaus schlichter gestaltet. Dort befinden sich insgesamt vier spitzbogenförmige Fenster, von denen das zweite von Westen gesehen höher gesetzt ist.
Der Kirchturm befindet sich an der Ostseite des Bauwerks. Dort ist auch eine ebenfalls spitzbogenförmige, große Pforte, die von zwei Pfeilern flankiert wird. Der darüberliegende Ziergiebel nimmt zunächst im oberen Geschoss die Breite des Kirchenschiffs auf. An jeder Seite sind zwei Blenden, in die in den jeweils innenliegenden Blenden eine Öffnung eingearbeitet wurde. Der Aufbau wird von Fialen gekrönt. Darüber erhebt sich das Turmgeschoss. Es erstreckt sich optisch durch hohe Blenden, die vom Ziergiebel in das Turmgeschoss reichen. Mittig ist eine Turmuhr, darüber zwei weitere Blenden. Oberhalb eines Gesims ist das Glockengeschoss. Es besteht an jeder Seite aus einer spitzbogenförmigen Blende, in die je zwei gekuppelte Klangarkaden eingelassen sind; darüber ein Kreuz. Der achtfach geknickte Turmhelm schließt mit einer Turmkugel und Wetterfahne ab.